# Парламент Австралії
Парламент Австралії — вищий законодавчий орган Австралійського Союзу. Бувши двопалатним, австралійський парламент у значній мірі змодельовано відповідно до Вестмінстерської традиції, хоча на структуру та функції сильно вплинув досвід США (перед усім, структура Конгресу США). Відповідно до частини 1 глави 1 Конституції Австралії, до Парламенту країни входять Британський монарх, Сенат і Палата представників.
Нижня палата Парламенту, Палата представників, у дійсний час складається з 150 депутатів, кожен з яких представляє окремий виборчий округ. Кількість місць у палаті не є фіксованим і може змінюватись. Наприклад, за результатами парламентських виборів 1993 року у палаті було 147 місць, у 1996 — 148 місць, а у 2001 — 150 місць. Депутати Палати обираються на 3 роки за мажоритарною системою абсолютної більшості з двопартійним переважним (преференційним) голосуванням.
Верхня палата Парламенту, Сенат, складається з 76 членів по 12 від кожного штату і по 2 від кожної континентальної території. Сенатори обираються на основі пропорційної системи.

## Історія
Свою історію Парламент Австралії веде ще з середини XIX століття, коли було сформовано парламенти майбутніх австралійських штатів (тоді ще британських колоній): у 1856 році — парламенти Нового Південного Уельсу, Вікторії і Тасманії, у 1857 році — Південної Австралії, у 1860 році — Квінсленду, у 1890 році — Західної Австралії. Після створення у 1901 році Австралійського Союзу відбулося й формування першого федерального Парламенту Австралії, який було офіційно відкрито у Мельбурні 9 травня 1901 року. У період з 1901 по 1927 роки Парламент країни засідав у будівлі Парламенту штату Вікторія у Мельбурні, оскільки столичне місто, визначене Конституцією, ще не було побудовано. 9 травня 1927 року відбувся офіційний переїзд федерального Парламенту до національної столиці, міста Канберри, а до сучасної будівлі — 9 травня 1988 року.

## Структура Парламенту

### Королева і Генерал-губернатор
Відповідно до глави 1 частини 1 Королева Австралії є одним зі складових елементів австралійського парламенту. Конституційні функції монарха делегуються генерал-губернатору, який призначається монархом за рекомендацією прем'єр-міністра країни. Однією з особливостей Конституції є те, що відповідно до неї генерал-губернатора наділено достатньо широкими повноваженнями, наприклад, він може відкласти прийняття законопроєкту, передавши його на розгляд монарха. Однак у дійсності, відповідно до конституційного звичаю, генерал-губернатор виконує лише представницькі функції і має лише консультативний голос під час обговорення найважливіших для країни рішень.

### Сенат

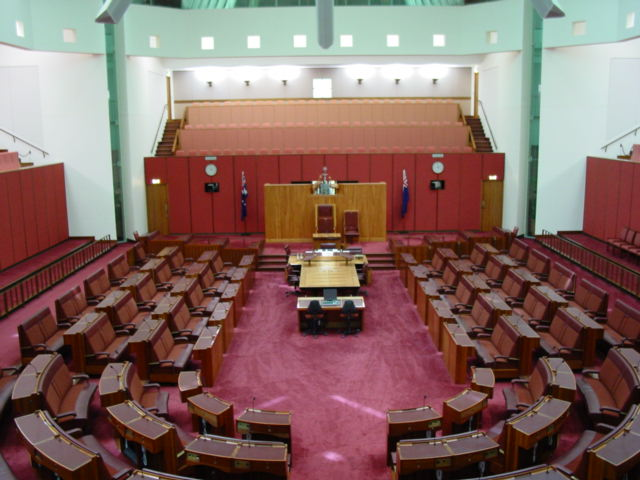
Зал засідань Сенату Австралії.

Верхньою палатою австралійського парламенту є Сенат, що складається з 76 членів. Як і в Сенаті США, у австралійському сенаті всі штати країни мають однакове представництво незалежно від їх чисельності населення. Відповідно до Конституції Австралії, парламент має право змінювати кількість сенаторів, але за умови, що первинні шість австралійських штатів мають у ньому однакове представництво. Більше того, Конституцією передбачено, що мінімальна кількість представників від кожного з цих шести штатів складає шість чоловік. Однак, жодне з цих положень Конституції неможливо застосувати до нових штатів або територій Австралійського Союзу. Відповідно до Закону про Парламент, який було прийнято у 1973 році, сенатори обираються для представництва територій (за виключенням острова Норфолк). У дійсний час два сенатори від Північної території представляють не тільки жителів своєї території, але й таких зовнішніх територій, як острів Різдва та Кокосові острови. У свою чергу, два сенатори від Австралійської столичної території представляють як столичну територію, так і територію Джервіс-Бей.
До 1949 року кожен з шести штатів Австралії обирав по шість сенаторів. Після виборів 1949 року їх кількість збільшилась до 10 сенаторів, а з 1984 року по цей час їх кількість становить 12 чоловік. Кожну територію Австралії у наш час представляють по два сенатори. Вибори до Сенату проходять за партійними списками. Сенатори обираються на 6 років, при цьому кожні три роки відбувається оновлення Сенату рівно наполовину.

### Палата представників

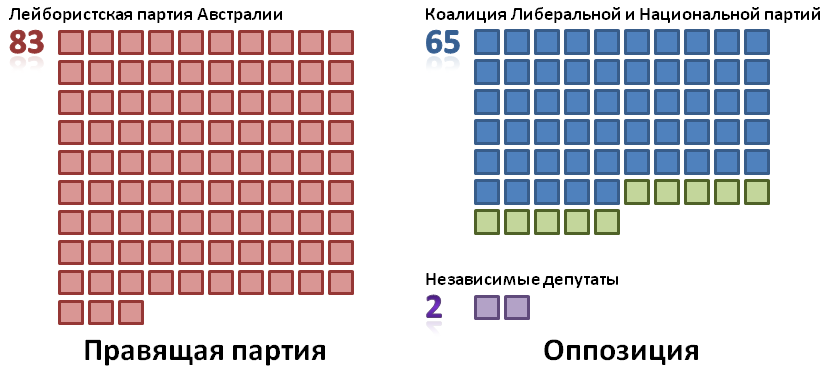
Розподіл місць у нижній палаті Парламенту Австралії після федеральних виборів 2007 року.

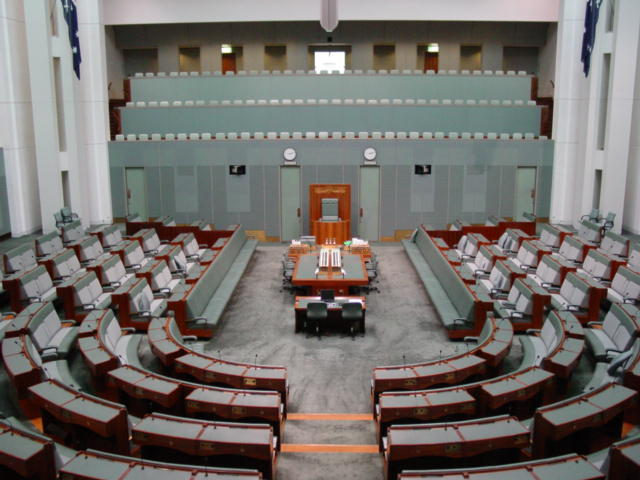
Зал засідань Палати представників.

Нижньою палатою австралійського парламенту є Палата представників. Депутати нижньої палати обираються за одномандатними округами терміном на 3 роки за мажоритарною системою абсолютної більшості з двопартійним переважним голосуванням (англ. preferential voting). Уряд формується з депутатів нижньої палати, при чому лідер партії (або коаліції партій) більшості автоматично стає Прем'єр-міністром Австралії.
Відповідно до Конституції, парламенту дозволяється змінювати кількість членів Палати представників — вона, однак, має приблизно вдвічі перевищувати чисельний склад Сенату. Кількість депутатів, що представляють штати і території, пропорційно до кількості їх чисельності населення, при цьому жоден з первинних штатів не може бути представлений менш ніж 5 депутатами, незалежно від населення. Конституція не гарантує парламентського представництва територіям, однак, за рішенням парламенту у 1922 році Північна територія отримала одне місце. Аналогічне рішення було прийнято щодо Австралійської столичної території у 1948 році. До 1968 представники територій були обмежені у праві голосування. У дійсний час від кожної території обирається по два представники.
У 1901—1949 роках Палата представників складалась з 74 (пізніше — 75) депутатів (Сенат — з 36 депутатів), у 1949—1984 роках — від 121 до 127 (Сенат до 1975 року — 60, потім — 64). У 1977 році за рішенням Верховного суду склад палати було зменшено з 127 до 124. У 1984 році відбулось одночасне збільшення чисельності обох палат. З тих пір палата складається з 148—150 депутатів.

## Діяльність
Кожна з обох палат Парламенту обирає свого голову. У Сенаті він називається президентом, а у Палаті представників — спікером. Вибори голів проходять у вигляді таємного голосування, при цьому ними, як правило, стають представники партії, що править.
Конституцією Австралії регламентується кворум для кожної з палат. Для Палати представників він складає одну п'яту частину від загальної кількості депутатів, а для Сенату — одну четверту частину. Хоча в теорії без досягнення кворуму будь-які обговорення законопроєктів у палатах мають бути припинені, на практиці члени парламенту за згоди присутніх продовжують дебати й за відсутності деяких парламентарів.
Рішення в обох палатах Парламенту можуть прийматися шляхом усного голосування, коли депутати, вигукуючи «Так» чи «Ні», приймають або відхиляють законопроєкт. Рішення у разі рівності голосів приймає голова палати. Якщо ж у одній з палат знайдеться хоча б дві людини, які не погодяться з результатом, вони можуть вимагати «роздільного голосування»: у цьому випадку члени Палати представників або сенатори, які схвалюють законопроєкт, сідають на праву сторону зали засідань, а ті, хто не підтримує, — на ліву. Потім відбувається підрахунок спеціальними уповноваженими (організаторами урядової та опозиційної партій у Парламенті), після чого виноситься остаточне рішення. Спікер Палати представників позбавлений права голосу (він має право віддати вирішальний голос лише у випадку рівного розподілення голосів). Президент Сенату має право взяти участь у голосуванні, однак, він не має вирішального голосу.
У випадку конфлікту між обома палатами Парламенту Австралії з приводу будь-якого законодавчого акту Конституцією передбачено одночасний розпуск обох палат: у австралійській конституційній практиці це називається «подвійним розпуском», або «double dissolution». Якщо і після виборів конфлікт триває, то генерал-губернатор може провести спільне засідання обох палат (це сталося у історії Австралії лише одного разу — після виборів 1974 року).

## Функції

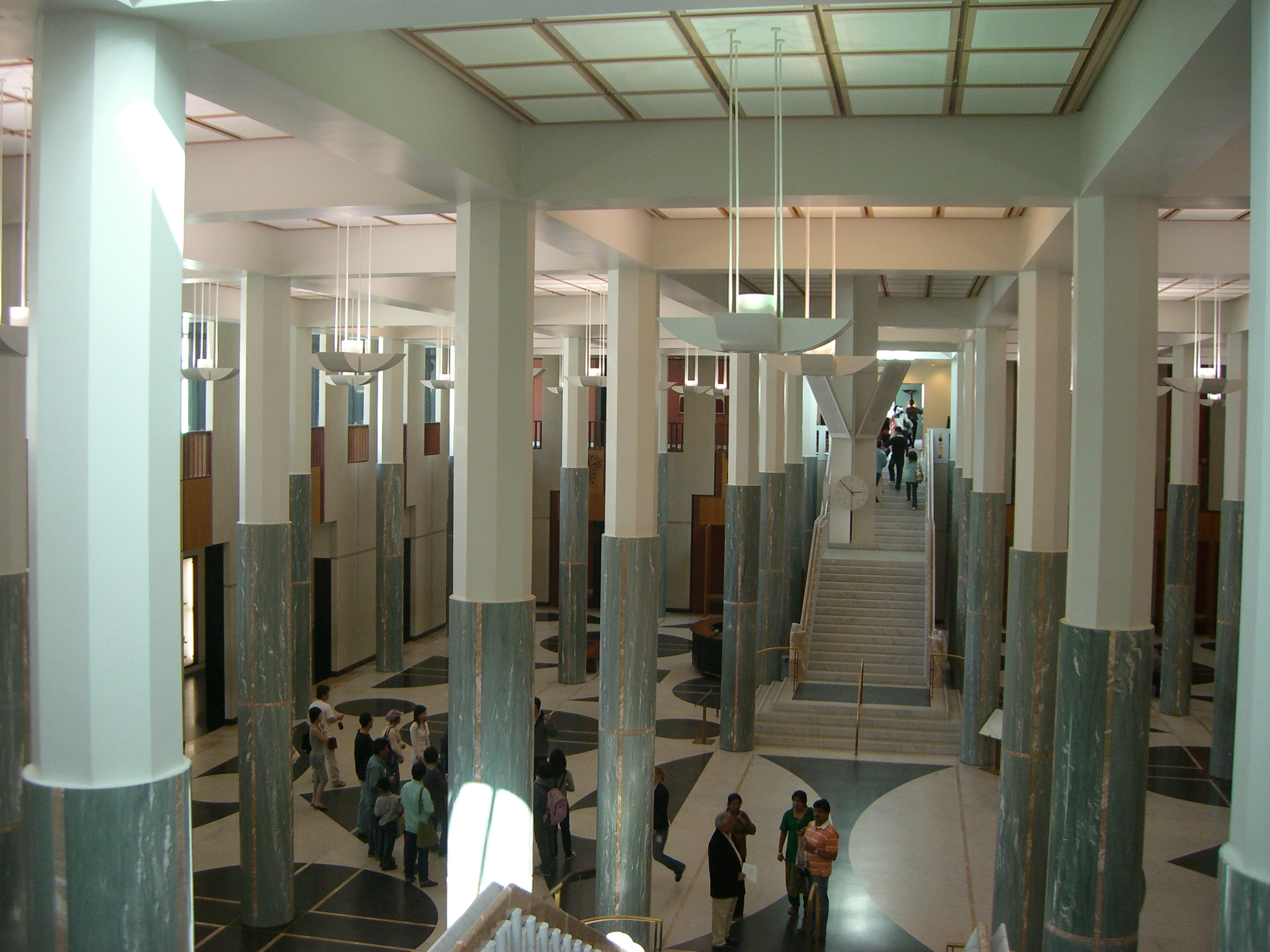
Головний хол Парламенту Австралії.

Основною функцією Парламенту Австралії є приймання законів, тобто, законодавча діяльність. Будь-який член Палати представників або Сенату володіє правом законодавчої ініціативи. Це не стосується фінансових законопроєктів, які у обов'язковому порядку вносяться до Палати представників. На практиці більша частина законопроєктів вноситься на розгляд палат міністрами уряду країни. Унаслідок всі проєкти повинні бути розглянуті та прийняті у обох палатах. Лише після цього вони стають законами. Сенат наділено тими ж самими законодавчими повноваженнями, що й Палата представників. Однак він не може вносити зміни до фінансових законопроєктів, які або приймаються, або відхиляються.
Окрім законодавчих функцій Парламент Австралії виконує і ряд інших задач. Він може обговорювати термінові питання або питання державного значення: ця функція здійснюється через проведення зборів для дебатів з питань державної політики. Крім того, парламентарі можуть винести вотум недовіри всьому урядові або окремим міністрам. Існує також так звана «година питань», час, відведений парламенту для питань прем'єр-міністру або іншим міністрам.

## Партійне представництво
У країні існують три крупні політичні партії:
- Лейбористська партія Австралії — Australian Labor Party,
- Ліберальна партія Австралії — Liberal Party of Australia,
- Національна партія Австралії — National Party of Australia.

Незалежні депутати та деякі дрібні партії також представлені у парламенті — в основному у верхній палаті, але їх вплив незначний. До них належать:
- Австралійські зелені — Australian Greens,
- Родина перед усім — Family First Party,
- Австралійські демократи — Australian Democrats.

Починаючи з парламентських виборів 1996 і до 2007 року у владі знаходилась коаліція Ліберальної і Національної партій, яку очолював прем'єр-міністр Джон Говард. З 2007 року керівництво країною очолює Кевін Радд, лідер Лейбористської партії. У 2010 році його змістила з посади його ж заступник Джулія Гіллард.
У всіх штатах і територіях країни, крім штату Західна Австралія (де при владі знаходиться Ліберальна партія), при владі знаходиться Лейбористська партія.